# Edifici de les cases solars Trombe-Michel
L'edifici de les cases solars Trombe-Michel és un edifici del poble d'Odelló, del terme comunal de Font-romeu, Odelló i Vià, a l'Alta Cerdanya, de la Catalunya del Nord.
Està situat en el número 6 del carrer del Camí del Sol, a Odelló, al sud del poble.
Consta de tres habitatges amb calefacció solar basada en el "mur Trombe", consistent en un mur massís exposat al sud (o sigui, al sol) darrere un vidre, de manera que acumula la calor solar i la distribueix per la casa gràcies a unes obertures que comuniquen amb l'interior de l'habitatge. Va ser iniciativa de l'enginyer Félix Trombe en col·laboració amb l'arquitecte Jacques Michel. Es compon de tres cases: la casa Trombe a l'oest, la casa Armas al mig i la casa Ducarroir a l'est. L'estructura, de formigó armat, està fonamentada sobre la roca.

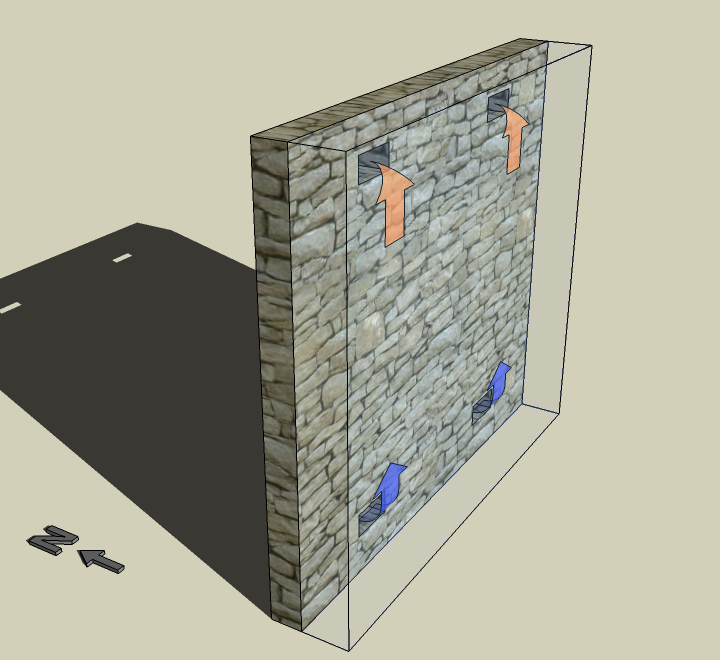
Esquema (genèric) del funcionament d'un mur Trombe: el mur rep la radiació del sòl, i el vidre impedeix que la calor acumulada s'escapi (com en un hivernacle). L'aire en contacte amb el mur s'escalfa i ascendeix (per convecció) entrant a l'habitatge pels forats de la part superior del mur, mentre l'aire més fred de l'interior surt cap a la cambra pels forats de baix

Aquest conjunt es considera la primera demostració a França d'un sistema solar passiu per calefacció. Va ser protegit com a monument històric el 2011.